# Thlaspi arvense
Espèce
Classification phylogénétique
Thlaspi arvense, le tabouret des champs, herbe-aux-écus ou monnoyère, est une espèce de petite plante herbacée annuelle ou bisannuelle de la famille des Brassicacées. Originaire d'Eurasie, elle a été introduite dans d'autres parties du monde.

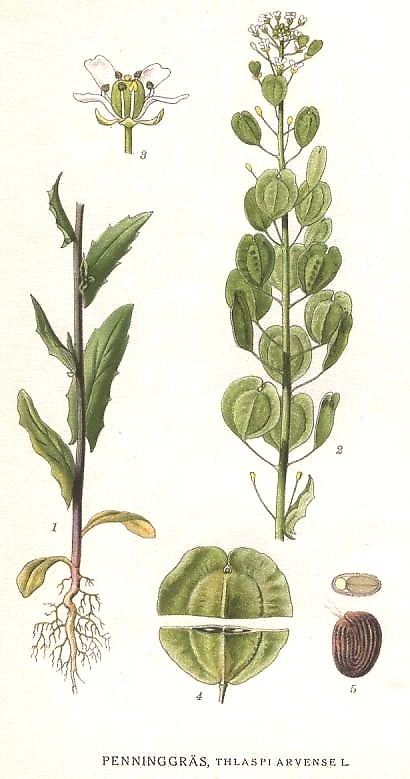
Thlaspi arvense.

## Description
Plante entièrement glabre, haute de 10 à 30 cm, à petites fleurs blanches (mai à septembre), formant des silicules plates, presque circulaires, à ailes larges et échancrure profonde, très étroite.

## Plante comestible
Sans être une plante alimentaire de premier rang, elle est comestible, utilisée en salade pour son goût amer évoquant les feuilles de la Roquette, mais en raison de ce caractère amer et d'un fort goût soufré et phénolique (même cuite), elle est utilisée en petite quantité. Meilleure si récoltée entre mars et mai, elle est généralement étuvée pour éliminer ou réduire son goût amer. Elle est parfois dans les pâtes à tartiner pour sa saveur particulière.
Sa graine est parfois utilisée comme épice au goût poivré, mais contenant beaucoup d'acide érucique elle est impropre à la consommation humaine en quantité plus importante, de même que l'huile qui peut en être tirée. Elle est utilisable comme aliment pour le bétail, mais produit peu de biomasse, cependant grâce à une croissance rapide par temps froid, elle présente un certain intérêt comme fourrage produit en seconde culture.

## Source d'agrocarburant possible
L'huile tirée de ses graines n'est pas comestible, mais a été proposée comme base pour produire des agrocarburants (biodiesel), si l'on domestiquait la plante pour la cultiver à grande échelle.

## Habitat
Cultures, terrains rudéralisés jusqu'à 2 000 m d'altitude.